# Valea Orlei
Valea Orlei – wieś w Rumunii, w okręgu Prahova, w gminie Bucov. W 2011 roku liczyła 142 mieszkańców.